# Cock van der Hulst
Cock van der Hulst (ur. 27 grudnia 1942 w Zoeterwoude, zm. 21 listopada 2020) – holenderski kolarz przełajowy i szosowy, brązowy medalista przełajowych mistrzostw świata.

## Kariera
Największy sukces w karierze Cock van der Hulst osiągnął w 1968 roku, kiedy zdobył brązowy medal w kategorii amatorów podczas przełajowych mistrzostw świata w Luksemburgu. W zawodach tych wyprzedzili go jedynie Belg Roger De Vlaeminck oraz Szwajcar Peter Frischknecht. Wśród amatorów był też między innymi trzynasty na mistrzostwach świata w Zolder w 1970 roku. Kilkakrotnie zdobywał medale przełajowych mistrzostw kraju, w tym złoty w 1968 roku. Startował także w kolarstwie szosowym, ale bez większych sukcesów. Po 1973 roku zakończył karierę.